# Whip It
Whip It е песен от албума Pink Friday: Roman Reloaded на американската рапърка Ники Минаж. Песента ще е неен бъдещ сингъл. В песента Ники Минаж също така пее част от песента ѝ Fuck U Silly, която е от микс касетата ѝ Barbie World от 2010.

## Изпълнения на живо
Минаж изпълни за първи път песента на живо на фестивала Wango Tango.

## Позиции в музикалните класации
| Държава                              | Класация |
| ------------------------------------ | -------- |
| Австралия (Australian Singles Chart) | 63       |
| Великобритания (UK Singles Chart)    | 98       |
| Канада (Canadian Hot 100)            | 85       |
| Япония (Japan Hot 100)               | 91       |